# سیامک صفری
سیامک صفری (زادهٔ ۲۲ فروردین ۱۳۴۳) بازیگر اهل ایران است. او افزون بر دو دهه فعالیت در سطح اول بازیگری تئاتر، به تدریس بازیگری تئاتر در کلاس‌های آموزشی نیز می‌پردازد. صفری دارای مدرک کارشناسی ارشد کارگردانی تئاتر است.

## آثار

### تئاتر
- گورخوابها (سیامک صفری، ۱۳۹۸)
- سر میز شام (سیامک صفری، ۱۳۹۷)
- مرثیه ای برای یک دراکولا (علی رزازیان، ۱۳۹۶)
- لامبورگینی۲ (سیامک صفری، ۱۳۹۶)
- لامبورگینی (سیامک صفری، ۱۳۹۶)
- می‌سی‌سی‌پی نشسته می‌میرد ( همایون غنی زاده، ۱۳۹۵)
- خاطرات و کابوس‌های یک جامه دار از زندگی و قتل میرزا تقی خان فراهانی (علی رفیعی، ۱۳۹۴)
- دژاوو (مسعود دلخواه، ۱۳۹۴)
- مردی برای تمام فصول (بهمن فرمان آرا، ۱۳۹۳)
- دون کامیلو (کوروش نریمانی، ۱۳۹۳)
- نمایش ناقوس ها برای چی ن به صدا در می آیند؟ (حسن وارسته، ۱۳۹۳)
- خانه سربی (علی نرگس نژاد، ۱۳۹۲)
- شیش و هشت (کوروش نریمانی، ۱۳۹۲)
- پسران آفتاب (سیامک صفری، ۱۳۹۲)
- مونولوگ بام طهران (سیامک صفری، ۱۳۹۱)
- گروتسکی بر تبارشناسی دروغ و تنهایی (سجاد افشاریان، ۱۳۹۱)
- صد سال پیش از تنهایی ما (سیامک صفری، ۱۳۹۰)
- آقای اشمیت کیه؟ (داوود رشیدی، ۱۳۹۰)
- بعضی وقت‌ها خوبه که آدم چشم هاشو ببنده… !(سیاوش طهمورث،۱۳۹۰)
- جن گیر (کوروش نریمانی، ۱۳۸۹)
- منهای دو (داوود رشیدی، ۱۳۸۹)
- رمولوس کبیر (نادر برهانی‌مرند، ۱۳۸۸)
- اهل قبور (حسین کیانی، ۱۳۸۸)[۴]
- جن‌گیر (کوروش نریمانی، ۱۳۸۸)
- شکار روباه (علی رفیعی، ۱۳۸۷)
- هتل پلازا (کوروش نریمانی، ۱۳۸۷)
- مرغابی وحشی (نادر برهانی‌مرند، ۱۳۸۶)
- در مصر برف نمی‌بارد (علی رفیعی، ۱۳۸۲)
- شب‌های آوینیون (کوروش نریمانی، ۱۳۷۹)
- کلنل (امیر بشیری، ۱۴۰۲)

### سینما
- شور عاشقی (۱۴۰۲)
- وزن بودن (۱۴۰۱)
- شماره ۱۰ (۱۴۰۱)
- سگ بند (۱۴۰۰)
- لختگی (۱۴۰۰)
- خون شد (۱۳۹۸)
- ناگهان درخت (۱۳۹۷)
- زهرمار (۱۳۹۷)
- آینه بغل (۱۳۹۶)
- آستیگمات (۱۳۹۶)
- بمب؛ یک عاشقانه (۱۳۹۶)
- انزوا (۱۳۹۵)
- پشت دیوار سکوت (۱۳۹۵)
- سوفی و دیوانه (۱۳۹۵)
- نرگس مست (۱۳۹۵)
- فراری (۱۳۹۴)
- نفس (۱۳۹۴)
- کارگر ساده نیازمندیم (۱۳۹۴)
- آخرین بار کی سحر را دیدی؟ (۱۳۹۴)
- امکان مینا (۱۳۹۴)
- دلتا ایکس (۱۳۹۳)
- سایه‌های موازی (۱۳۹۳)
- اعترافات ذهن خطرناک من (۱۳۹۳)
- تراژدی (۱۳۹۲)
- شهر موشها ۲ (۱۳۹۲)
- گس (۱۳۹۱)
- گزارش یک جشن (۱۳۸۹)
- اشکان، انگشتر متبرک و چند داستان دیگر (۱۳۸۶)
- ماهی‌ها عاشق می‌شوند (۱۳۸۳)

### تلویزیون
- مهیار عیار (۱۴۰۳)
- آنام (۱۳۹۶)
- دندون طلا (۱۳۹۴)
- آب‌پریا (۱۳۹۲)
- خاطرات مرد ناتمام (۱۳۹۱)
- تصویر گمشده (تله فیلم) (۱۳۹۰)
- مختارنامه (۱۳۸۹)
- گاو صندوق (۱۳۸۸)
- آخرین غزل (۱۳۸۷)
- فرار بزرگ (۱۳۸۳)

### فیلم کوتاه
- فیلم کوتاه نیمه تاریک ماه (فیلم ۱۳۹۸)
- فیلم کوتاه هنوز مرگ کسب و کار من است (۱۳۸۹)

### نمایش‌های رادیویی
- نوش جان کنت دراکولا (۱۳۸۶)
- ادیپ
- زنان فضل‌فروش (۱۳۸۶)
- در فراسوی افق (۱۳۸۷)
- تیغ کهنه (۱۳۸۷)
- کنار من بنشین (۱۳۸۷)
- پلّکان (۱۳۸۸)
- مادام بوآری و استاد افعال بی‌قاعده (۱۳۸۸)
- فرار از زندان (۱۳۸۸)
- روز واقعه (۱۳۸۸)
- لیرشاه (۱۳۸۸)

### نمایش‌های تلویزیونی
- آنتیگونه در نیویورک (۱۳۸۶)
- هتل پلازا (۱۳۸۷)
- عزیز مایی (۱۳۸۷)
- «هویت» (۱۳۸۹)

### شبکه خانگی
- همگناه (۱۴۰۰)
- شب‌های مافیا (۱۴۰۱)
- پدر گواردیولا (۱۴۰۱)
- در انتهای شب (مجموعه نمایش خانگی ۱۴۰۳)

## جوایز و دستاوردها
- کاندید سیمرغ بلورین بهترین بازیگر نقش اول مرد (اعترافات ذهن خطرناک من / سی و سومین جشنواره فیلم فجر، ۱۳۹۳)
- کاندید سیمرغ بلورین بهترین بازیگر نقش مکمل مرد (آخرین بار کی سحر رو دیدی)

## مستند زندگی
در سال 1392 مستندی پرتره از زندگی و فعالیت های وی با نام جان صحنه توسط مجتبی سعادت ساخته شد است.